# TCDD E23000
TCDD E23000 — серія пасажирських електропоїздів, використовуваних державною компанією İZBAN. Всього було побудовано 66 екземплярів, які виготовляються з 2009 року компанією Hyundai Rotem. Потяги цієї серії в основному використовується на приміських залізничних лініях Турецької Республіки, крім того, кілька моделей цієї серії використовуються також і на високошвидкісних регіональних залізничних лініях. 
Локомотиви мають потужність 3127 к.с і в змозі розвивати швидкість до 140 км/год. Вага локомотива становить 220 тонн при довжині 27 770 мм.